# Tom Rob Smith
Tom Rob Smith (London, 1979. február 19. –) angol író, forgatókönyvíró és producer.

## Magánélete és tanulmányai
A svéd anyától, Barbro-tól és az angol apától, Ron-tól, mindketten régiségkereskedők, a dél-londoni Norburyben született és nevelkedett. 1987 és 1997 között a Dulwich College iskolájába járt. A cambridge-i St John's College-ban 2001-ben szerzett diplomáját követően elnyerte a Harper Wood Studentship for English Poetry and Literature ösztöndíjat, és egy évig az olaszországi Paviai Egyetemen folytatta kreatív írói tanulmányait. Korábban Ben Stephenson partnere volt.

## Karrier
Tanulmányai befejezése után Smith íróként és forgatókönyvszerkesztőként dolgozott, többek között a BBC-nél. Többek között ő írta Kambodzsa első szappanoperájának történetét, amely Phnompenben játszódott.
Első regényét, a 2008 elején megjelent Child 44 címűt Andrij Csikatilo valós esete ihlette, aki Szovjet-Oroszországban követett el egy sor gyermekgyilkosságot. A regényt a Brit Krimiírók Szövetsége 2008-ban az év legjobb thrillerének járó Ian Fleming Steel Daggerrel tüntette ki, a 2008-as Man Booker-díj hosszú listáján szerepelt, és jelölték a 2008-as Costa First Novel Award (korábbi Whitbread) díjra. 2009 júliusában a Child 44 elnyerte a Waverton Good Read Award első regényért járó díjat, valamint a Galaxy Book Award legjobb debütáló regénynek járó díjat. A könyvet 36 nyelvre fordították le, és 2011 januárjában Richard Madeley és Judy Finnegan „Az évtized 100 könyve” című könyvklubjában szerepeltette. 2007-ben Ridley Scott opciós jogot szerzett a filmre.
A Fox 2000 megvásárolta a projektet. A regény alapján készült filmet 2009-ben jelentették be, és eredetileg Ridley Scottot rendezőként és producerként is bevonták. 2015-ben Scott és régi produceri munkatársa, Michael Costigan producerelte a Scott Free Productions révén, a filmet Daniel Espinosa rendezte. A Child 44 főszereplői Gary Oldman, Tom Hardy, Noomi Rapace, Charles Dance és Joel Kinnaman.
A 44. gyermek folytatása, a The Secret Speech (A titkos beszéd) 2009 áprilisában jelent meg, a trilógia utolsó regénye, az Agent 6 (6. ügynök) pedig 2011 júliusában. Smith negyedik könyve, a The Farm című önálló regény 2014 februárjában jelent meg.
Smith írt egy drámai televíziós sorozatot is, a London Spy-t, amelyet először 2015 novemberében sugározott a BBC Two.
Smith-t az FX igaz bűnügyi antológiasorozatának, az American Crime Story-nak a második évadához választották ki executive producernek és írónak. A sorozat címe The Assassination of Gianni Versace, és a sorozatgyilkos Andrew Cunanan által Gianni Versace divattervező meggyilkolását vizsgálja.

## Bibliográfia

### Child 44 Trilogy
- Child 44 (2008) ISBN 978-1847371263
- The Secret Speech (2009) ISBN 978-1847371287
- Agent 6 (2011) ISBN 978-1847375674

### Egyéb
- The Farm (2014). ISBN 978-1847375698
- Cold People (2023). ISBN 978-1471133107

### Magyarul
- A 44. gyermek (Child 44) – Európa, Budapest, 2009 · ISBN 9789630788090 · fordította: Saliga Zsuzsanna
- A tanya (The Farm) – GABO, Budapest, 2015 · ISBN 9789634060222 · fordította: Komló Zoltán

## Filmek
| Produkció                                                 | Epizódok                                       | Műsorszolgáltató |
| --------------------------------------------------------- | ---------------------------------------------- | ---------------- |
| Doctors                                                   | - "Today's the Day" (2003) - "Gap Year" (2004) | BBC One          |
| Dream Team                                                | - 6 episodes (2005)                            | Sky One          |
| London Spy                                                | - Series creator, all episodes (2015)          | BBC Two          |
| The Assassination of Gianni Versace: American Crime Story | - Series creator, all episodes (2018)          | FX               |
| MotherFatherSon                                           | - Series creator, all episodes (2019)          | BBC Two          |
| Class of '09                                              | - Series creator, all episodes (2023)          | FX on Hulu       |

## Fordítás
- Ez a szócikk részben vagy egészben  a   Tom Rob Smith című angol Wikipédia-szócikk fordításán alapul.  Az eredeti cikk szerkesztőit annak laptörténete sorolja fel. Ez a jelzés csupán a megfogalmazás eredetét és a szerzői jogokat jelzi, nem szolgál a cikkben szereplő információk forrásmegjelöléseként.